# Atocion armeria
Atocion armeria (L.) Raf., 1840 è una pianta appartenente alla famiglia Caryophyllaceae.

## Descrizione
Pianta annuale o biennale, alta dai 30 ai 70 cm; fusto eretto, in alto ramoso; foglie ovato-appuntite che circondano il fusto con la base della lamina (amplessicaule) senza decorrerlo; ampia infiorescenza terminale; calice purpureo strettamente imbutiforme; fiori di diametro 10–15 mm.; petali rosei con tacca centrale all'estremità (retuso). Fiorisce tra maggio e giugno.

## Distribuzione e habitat
La specie è diffusa in Europa e Turchia.
Pianta poco comune, cresce nei prati sassosi fino a 1300 m. 

## Giardinaggio
Silene armeria cultivar Electra - pianta annuale rustica a crescita rapida alta circa 30 cm, dal portamento eretto; le foglie sono lanceolate, grigio-verdi, l'infiorescenza ha fiori a cinque petali di un rosa carico. Preferisce il pieno sole ed il terreno ben drenato. Particolarmente resistente alle basse temperature (fino a - 15°).